# Paramount Animation
Paramount Animation är en amerikansk animationsstudio, som fungerar som animationsavdelning och etikett för Paramount Pictures, ett som i sin tur är dotterbolag till Paramount Global. Avdelningen grundades den 6 juli 2011, efter framgångarna med Paramounts egen Rango och slutet på deras distributionsavtal med DreamWorks Animation 2012.

## Långfilmer
| År   | Filmtitel                               | Regissör                                         | Kompositör                  | Studio                                                                          | Animationstjänster                            |
| ---- | --------------------------------------- | ------------------------------------------------ | --------------------------- | ------------------------------------------------------------------------------- | --------------------------------------------- |
| 2015 | Svampbob Fyrkant: Äventyr på torra land | Paul Tibbitt Mike Mitchell (live-action-sekvens) | John Debney                 | Nickelodeon Movies United Plankton Pictures                                     | Rough Draft Studios Method Studios            |
| 2015 | Den lille prinsen                       | Mark Osborne                                     | Hans Zimmer Richard Harvey  | ON Animation Studios Orange Studio LPPTV M6 Films                               | Onyx Entertainment Mikros Animation Lucky Red |
| 2018 | Mästerdetektiven Sherlock Gnomes        | John Stevenson                                   | Chris Bacon                 | Metro-Goldwyn-Mayer Rocket Pictures                                             | Mikros Animation Reel FX Animation            |
| 2019 | Drömparken                              | Dylan Brown (okrediterad)                        | Steven Price                | Nickelodeon Movies                                                              | Ilion Animation Studios                       |
| 2020 | SvampBob: Svamp på rymmen               | Tim Hill                                         | Hans Zimmer Steve Mazzaro   | Nickelodeon Movies United Plankton Pictures MRC                                 | Mikros Animation                              |
| 2021 | Rumble                                  | Hamish Grieve                                    | Lorne Balfe                 | WWE Studios Walden Media                                                        | Reel FX Animation                             |
| 2023 | Under bryggan                           | David Soren                                      | John Debney Jonathan Sadoff | Big Kid Pictures                                                                | DNEG Animation                                |
| 2024 | Tigerns lärling                         | Raman Hui                                        | Steve Jablonsky             | Jane Startz Productions                                                         | Mikros Animation                              |
| 2024 | Transformers One                        | Josh Cooley                                      | Brian Tyler                 | Hasbro Entertainment New Republic Pictures Di Bonaventura Pictures Bayhem Films | Industrial Light & Magic                      |
| 2025 | Smurfar                                 | Chris Miller                                     | TBA                         | Nickelodeon Movies Marcy Media Films LAFIG Belgium Peyo Company                 | Cinesite                                      |